# Rec Room
Rec Room é um jogo multijogador massivo online de realidade virtual de 2016 com um sistema de criação de jogos integrado. Atualmente, está disponível para Windows, Xbox One, Xbox Series X/S, PlayStation 4, PlayStation 5, Nintendo Switch, PS VR, Meta Quest 2, Meta Quest 3, Android e iOS.

## Jogabilidade
O Rec Room gira em torno de usuários que acessam voluntariamente diversas experiências no jogo chamadas de "rooms" (salas) criadas pela Rec Room Inc. (chamadas de "Rec Room Originals"), bem como salas personalizadas criadas por jogadores. Essas salas podem ser acessadas usando menus do jogo, teletransportes encontrados em outras salas, bem como por meio de convites enviados por outros usuários.

### Realidade Virtual
Rec Room pode ser jogado opcionalmente em um óculos de realidade virtual, usando SteamVR, óculos de realidade virtual Meta Quest, Pico 4 e PlayStation VR. No modo de realidade virtual, o jogo usa movimento 3D completo por meio do sistema de captura de movimento de um óculos de realidade virtual e dois controles de movimento portáteis, que são necessários para pegar e manusear objetos no mundo do jogo, incluindo bolas, armas, ferramentas de construção e outros objetos. Os jogadores podem explorar o espaço ao seu redor dentro dos limites de seu espaço físico enquanto se movem mais longe usando os botões do controle para se teletransportar por uma curta distância, com pouca ou nenhuma sensação de enjoo na realidade virtual. Um modo de “caminhada” permite que os jogadores se movam continuamente em vez de se teletransportar, embora isso represente um risco maior de enjoo.

### Interação social
Nas salas, os jogadores podem encontrar e interagir com outros jogadores em tempo real por meio de bate-papo por voz e texto, sendo representados por seu avatar. Os jogadores podem escolher adicionar outros jogadores como amigos, convidá-los, silenciá-los, bloqueá-los ou denunciá-los, bem como "torcer" por eles por vários motivos (o equivalente a um "curtir" na maioria das plataformas de rede social) ou formar um grupo com outros jogadores para viajarem juntos entre as salas. À medida que os jogadores interagem com o Rec Room, eles gradualmente ganham experiência e, eventualmente, obtêm um nível adicional em sua conta, com um indicador exibido ao lado de seu nome de usuário mostrando quantos níveis eles ganharam até o momento e, por extensão, uma indicação da idade de sua conta.

### Conteúdo gerado pelo usuário
Ao criar salas, os jogadores podem usar a "Maker Pen" do jogo, uma ferramenta semelhante a uma pistola de cola quente, que pode ser usada para desenhar formas em 3D. Os jogadores também podem codificar em Circuits V1 e Circuits V2, a linguagem de programação visual do Rec Room. A Rec Room anunciou uma parceria com a Unity para o Rec Room Studio, que permite que certos usuários usem o Unity para criar salas mais avançadas.

### Itens e Moeda
A moeda do jogo Rec Room, Tokens, pode ser ganha durante o jogo, comprada com dinheiro real ou ganha assinando o Rec Room Plus (estilizado como Rec Room+), que concede vários benefícios, incluindo a capacidade de fazer camisetas personalizadas e vender conteúdo gerado pelo usuário (também conhecido como invenções) por tokens. Os tokens ganhos desta forma podem ser trocados por dinheiro real.

## Desenvolvimento
O estúdio de desenvolvimento Rec Room Inc. (anteriormente Against Gravity Corp) com sede em Seattle foi cofundado em abril de 2016 por Nicholas Fajt, Cameron Brown, Dan Kroymann, Bilal Orhan, Josh Wehrly, SallyBellyJessica e John Bevis. Antes da fundação da empresa, o CEO Fajt trabalhou como gerente de programa na equipe do HoloLens na Microsoft. Kroymann trabalhou na mesma equipe depois de trabalhar na equipe do Xbox. O CCO Brown trabalhou como diretor criativo do HoloLens.
Em 2016 e no início de 2017, a empresa arrecadou cinco milhões de dólares em financiamento para o desenvolvimento do Rec Room e sua comunidade. Segundo Fajt, a empresa manterá o jogo gratuito para download.
Em junho de 2019, a Rec Room Inc. anunciou que a empresa arrecadou 24 milhões de dólares adicionais em duas rodadas de financiamento. Em dezembro de 2020, a Rec Room Inc. anunciou um financiamento adicional de 20 milhões de dólares.
Em março de 2021, a Rec Room Inc. anunciou outra rodada de financiamento de 100 milhões de dólares com uma avaliação de 1,25 bilhões de dólares, levando ao seu status de unicórnio. Em dezembro de 2021, a Rec Room Inc. anunciou que arrecadou 145 milhões de dólares durante outra rodada de financiamento, elevando o valor do estúdio para 3,5 bilhões de dólares.

### Música
A maioria das músicas ouvidas em Rec Room Originals foi composta pelo diretor criativo Cameron Brown, cujo nome de usuário no jogo é "gribbly".